# .sd
.sd為蘇丹共和國國家及地區頂級域（ccTLD）的域名。此外还拥有阿拉伯语顶级域名‎。該域名於1997 年 3 月 6 日啟用。用戶可以註冊二級域名和三級域名，有些三級域名有註冊限制，這取決於三級域名所在的二級域名。

## 外部連結
- IANA .sd whois information（页面存档备份，存于）